# 合并主义
合并主义（法語： [ʁataʃism] ⓘ、 [ʁeynjɔnism] ⓘ）是比利时瓦隆运动中的一种民族统一主义思潮，主张瓦隆尼亚甚至布鲁塞尔首都大区（两地主要语言皆为法语）脱离比利时，并入法国。与之对等的是将比利时北部荷蘭語地区佛兰德并入荷兰的大荷兰主义。

法国与瓦隆尼亚合并后的地图，布鲁塞尔为红色